# Videogruppe
Videogruppe war in den 1970er und 1980er Jahren eine Gruppe von Menschen, die gemeinsam nichtkommerzielle Videos produzierte.

## Entstehung der ersten Videogruppen in den USA
Um die Portapak-Kameras bildeten sich bald kleine Gruppen und Initiativen, die in ihnen Mittel zu einer alternativen audiovisuellen Kommunikation entdeckten. Die Entstehung dieser Gruppen ist im Zusammenhang mit dem Vietnamkrieg und der Studentenbewegung und dem Wunsch nach einer Kommunikation „von unten“ zu sehen: Die Verfechter von „Peoples Video“ glaubten, zu den bestehenden Kommunikationsstrukturen (ibs. dem amerikanischen Kommerz-Fernsehen) eine Gegenöffentlichkeit zu schaffen. Dieser Wunsch spiegelt sich auch in den Namen der ersten Videogruppen und -projekte wider: Radical Software, Peoples’ Video Theatre, Global Village, Raindance, Alternate Media Centre, Challenge for Change usw.
Die Videogruppen bestanden zumeist aus Künstlern, Sozialarbeitern, Film- und Fernsehschaffenden, Studenten und Lehrern. Die ersten von ihnen engagierten sich in den konfliktbelasteten Stadtteilen der Ballungsgebiete, leisteten Verbraucheraufklärung und Öffentlichkeitsarbeit in vernachlässigten Bereichen der Sozial- und Gesundheitsfürsorge und bemühten sich um Kommunikationschancen für Minderheiten, die von den großen Medien vernachlässigt wurden. Ihre Kritik wendete sich vor allem gegen „Big TV“, das Kommerzfernsehen der großen Networks, das ihrer Meinung nach die Alltagsprobleme der Bürger vernachlässigte.
Technisch perfekte Produkte waren nicht das Ziel (und wären mit der aus heutiger Sicht miserablen Aufnahmetechnik auch gar nicht möglich gewesen). Vielmehr waren die Videogruppen „prozessorientiert“: Die Diskussionen und Aktionen, die die Videoaufnahmen auflösten, sollten wichtiger sein als das Endprodukt. Videoarbeit sollte Interessensgruppen zusammenführen, die sich für soziale Veränderungsprozesse einsetzen – aus heutiger Sicht schwer nachzuvollziehen, dem damaligen Zeitgeist alternativer Gruppen aber durchaus entsprechend.

## Entstehung der ersten Videogruppen in Deutschland
Von den amerikanischen und kanadischen Videogruppen sprang Anfang der 1970er Jahre der Funke nach Westdeutschland und in die anderen Länder Europas über. Die Ziele waren ähnlich wie dort:
- Der Medienkonsument sollte aus seiner Passivität befreit werden; Betroffene sollten „Journalisten in eigener Sache“ sein können.
- Im lokalen Bereich sollte Kommunikation über Themen angeregt werden, die in den etablierten Medien wenig oder gar nicht vorkommen.
- Durch Information und Kommunikation über gemeinsame Interessen und Probleme sollten Nachbarschaftlichkeit und lokale Gemeinschaft wiederbelebt werden.
- Lokale Geschichte sollte dokumentiert werden.
- Interessensgruppen, die sich bisher wenig in den Medien profilieren konnten, sollte ein Raum gegeben werden.
- Das Medium Fernsehen sollte entmystifiziert werden.

Ein 1980 erschienener Überblick listete 100 Adressen von Anlaufstellen „Alternativer Medienarbeit“ und Videogruppen auf (s. u.: Köhler: Videogruppen). Es wäre aber noch zu untersuchen, wie viele dieser Gruppen wirklich Videogruppen im engeren Sinne waren. Ebenfalls zu untersuchen wäre die grenzübergreifende Vernetzung von Videogruppen, so etwa der Austausch mit vergleichbaren Zusammenschlüssen in Österreich und der Schweiz, z. B. mit Point de vue (Genossenschaft) oder mit dem Videoladen Zürich.

## Öffentliche Förderung von Videogruppen
Eine umfassende Untersuchung, wie viel Geld des Steuerzahlers für „People’s Video“ insgesamt ausgegeben wurde, gibt es bisher nicht. Es ist auch bisher nicht kritisch untersucht worden, wie viel öffentliche Gelder für ergebnisloses Videographieren ausgegeben wurden. Folgendes ist dokumentiert:
In Westdeutschland fand sporadisch eine öffentliche Förderung von Videogruppen statt; z. B. in München, wo mehrere Initiativen 1978 vom Kulturreferat der Stadt jeweils DM 3000.- bekamen. Sie sollten dafür lokale Video-Wochenschauen für einen oder mehrere Stadtteile erstellen. Die Ergebnisse wurden in Kneipen oder auf der Straße vorgeführt.
In Berlin wurde das Medienzentrum mob (siehe unten) öffentlich gefördert.
Zumindest für Österreich ist belegt, dass auch der Staat Videogruppen finanziell förderte: So wurde die Video Initiative Graz von Bund, mehreren Ländern und Gemeinden bei ihrem Videoprojekt „Lokales Fernsehen“ gefördert. Das Projekt zeigte die Chancen eines Bürgerprogramms in einem späteren Kabelfernsehen auf.

## Eigene Medienzentren in Deutschland
Um sich eine Basis für ihre Medienarbeit zu schaffen, gründeten Videogruppen in Hamburg und Berlin eigene Medienzentren. Sie stellten Geräte zur Verfügung und gaben Produktionshilfe. Bald nach der Gründung des Medienpädagogik Zentrum Hamburg e. V. 1973 entstand in Berlin 1977 als damals größtes Medienzentrum die „medienoperative berlin e. V.“ (mob). Sie wurde öffentlich gefördert und engagierte sich in den Bereichen Jugendarbeit, Ausländerintegration, Lehrerfortbildung, Drogenhilfe, Seniorenhilfe und Verkehrsbehinderung (Stadtplanung). 1994 wurde das Zentrum in »Mediopolis e.V.« umbenannt.

## Haltung gegenüber Offenen Kanälen
Die Integration von Videogruppen in zukünftige Offene Kanäle wurde zunächst kritisch gesehen: Es wurde befürchtet, dass Bürgerbeteiligung hier als Alibi beim Ausbau des zukünftigen Kabelnetzes hinhalten müsste. Bereits in den USA hatte sich gezeigt, dass die Kabelgesellschaften den Zugang zu den früher vorgeschriebenen „Public Access“-Kanälen eher erschwerten. Die meisten Videogruppen zweifelten, dass in den „Offenen Kanälen“ auch „Kommunikationshilfe“ gegeben würde und dass deshalb wieder nur die bereits organisierten Interessensgruppen und die Artikulationsfähigen von ihnen Gebrauch machten.

## Verbreitungsprobleme
Das Ziel, eine „Gegenöffentlichkeit“ zu schaffen, wurde schon dadurch verfehlt, dass es ohne eigene Sender oder Kabelnetze keine Verbreitungsmöglichkeiten gab. Als Notbehelf tauschten Videogruppen untereinander per Post Produktionen aus. Doch ein Publikum außerhalb ihrer Szene erreichten sie selten.
Einige Gruppen zeigten daher ihre Produktion als Kino-Vorprogramm oder in Kneipen, auf Straßenfesten, in Jugendzentren und auf Veranstaltungen von Bürgerinitiativen.

## Geringes Interesse am Mitmachen
1980 wurden in Deutschland gut 400.000 Videorecorder verkauft, aber nur 31.000 Videokameras: Die meisten Menschen wollten lieber konsumieren als selbst nach einem harten Arbeitstag noch Videos produzieren. Nimmt man Masse als Erfolgsmaßstab, war also zu diesem Zeitpunkt das Konzept der Videogruppen grob gesehen bereits gescheitert. Trotzdem gibt es diese Art der Gruppen auch heute noch, auch mit gleichen Ambitionen, wie z. B. die unter genau diesem Namen funktionierende ViDEOGRUPPE aus Leipzig. Diese Vereinigung von freien Medien- und Installationskünstlern sagt von sich selbst auf ihrer Website, sie verstehe ihre Arbeit als eine politische Aufgabe im Kampf gegen die Kommerzialisierung einer freien Kultur (siehe Philosophie. Abgerufen am 15. Mai 2008.).